# Ulak Kembahang I
Ulak Kembahang I is een bestuurslaag in het regentschap Ogan Ilir van de provincie Zuid-Sumatra, Indonesië. Ulak Kembahang I telt 893 inwoners (volkstelling 2010).